# غيلبرت إسبينوزا تشافيز
غيلبرت إسبينوزا تشافيز (بالإنجليزية: Gilbert Espinosa Chávez)‏ هو كاهن كاثوليكي أمريكي، ولد في 9 مايو 1932 في أونتاريو في الولايات المتحدة.